# 上托伊林根
上托伊林根（德語：Oberteuringen，發音：[ˈoːbɐˌtɔʏʁɪŋən]）是德国巴登-符腾堡州蒂宾根行政区博登湖县的市镇，面积20.08平方千米，2023年12月31日人口为5,110人。